# 井澤美香子
井澤美香子（日语：／ Izawa Mikako，1994年9月6日—），是日本的女性聲優，埼玉縣出身。2023年6月離開Sony Music Artists，並於7月1日加入Remax。

## 演出作品
※粗體字代表主要角色。

### 電視動畫
2014年
- 甘城輝煌樂園救世主（寺野睦美、幼稚園兒童）
- 普通女高中生要做當地偶像（柏葉五月）

2015年
- 在地下城尋求邂逅是否搞錯了什麼（女神A）
- Hello!!黃金拼圖（女學生B、女孩子）
- 靈感少女（花子）
- 若葉女孩（時田萌子）
- 出包王女DARKNESS 2nd（女孩子、女學生C）
- 女武神驅動 -美人魚-（處女守）

2016年
- 12歲。～小小胸口的怦然心動～（女學生、恩田美子、山田杏）
- 少年女僕（女性飼主、乃村夕、小狗的飼主）
- 12歲。～小小胸口的怦然心動～ 第二期（山田杏、女學生、女店員、女學生）

2017年
- 廢天使加百列（狗、田中、恰皮）
- KiraKira☆光之美少女 A La Mode（女性、戲劇社員）

2018年
- 漫畫女孩（女子高生）
- Anima Yell!（猿渡宇希）

2019年
- YU-NO 在這世界盡頭詠唱愛的少女

2020年
- 突擊莉莉 BOUQUET（楓·J·努韋爾）

2022年
- 異世界迷宮裡的後宮生活（魯蒂娜）

2025年
- 灰色：幻影扳機（有坂）

### 動畫電影
- 黑之栖（日语：黒の栖-クロノス-）（2014年，女學生）
- 灰色：幻影扳機 THE ANIMATION（2019年，有坂秋櫻里）
- 灰色：幻影扳機 THE ANIMATION Stargazer（2020年，有坂秋櫻里）

### OVA
- 甘城輝煌樂園救世主（2015年，幼稚園兒童）

### 遊戲
2014年
- Heroes Placement（urato、奥羽小町、小出元氣、時金与禰、生駒ばりあ、池田砂樂）

2017年
- 灰色：幻影扳機（有坂秋櫻里）

2018年
- 碧藍航線（海王星）
- 閃耀幻想曲（猿渡宇希）

2020年
- 怪物彈珠（2022年 - 2024年 增長天、基兒蝶塔）

2021年
- 突擊莉莉 Last Bullet（楓·J·努韋爾）

2022年
- 緋染天空 Heaven Burns Red（藏里見）

### 外語電影配音
- 歌喉讚（2015年）

### 廣播劇CD
- 渕東なぎさキャラクターボイスCD Vol.1（2014年）
- 渕東なぎさキャラクターボイスCD Vol.2（2014年）
- 食戟之靈（2015年，女學生B）

## 外部連結
- 事務所公開簡歷（日語）
- ＊井澤美香子ブログ【みけのログ】＊（页面存档备份，存于）（井澤美香子的部落格）（日語）
- 井澤美香子的X（前Twitter）